# 菊池純一
菊池 純一（きくち じゅんいち）は、日本の法学者。青山学院大学法学部教授。専門は知的財産法。

## 概略
2014年3月までは、同学法学部長を務めた。中国中山大学知的財産学院にて、客員教授も務める。
専門は、知的財産法、技術追跡評価、産業連関分析、制度システム管理など。1990年代における知財担保融資制度の提言・実行などを手掛け、早くから知的財産の制度設計、知財の評価・マネジメント・会計・リスク管理、研究開発マネジメントなど、イノベーション創発に関わる広範な研究を推進してきた。
現在は、メガ・システムの与益の制度設計と政策形成の課題、ならびにアクアシステムの知財ベースオープンイノベーションとグローバル移転について、長期課題として研究を行っている。環境経済・政策学会、科学技術社会論学会、日本知財学会、日本私法学会などの学会に所属。
主な外部活動としては、新エネルギー・産業技術総合開発機構（NEDO）技術委員・追跡評価委員長、知的資産活用センター理事、マイクロソフト知的財産研究助成基金運営委員長、独立行政法人評価委員、知的財産教育研究・専門職大学院協議会理事など。

## 学歴
- 学習院大学経済学部経済学科卒業
- 慶應義塾大学大学院経済学研究科経済学専攻理論経済学修士課程修了
- 慶應義塾大学大学院後期博士課程経済学研究科経済学専攻単位取得退学

## 受賞
- 2006年 知財功労賞特許庁長官表彰[2]
- 2008年 TEPIA知的財産学術奨励賞,TEPIA会長賞

## 著書

### 単著
- 『職務発明の評価法と報奨制度』2003,エヌ・ティ・エス社
- 『2010年の産業展望』1996,日本経済新聞社
- 『先端技術と経済』1992,岩波書店

### 共著
- 『知財のビジネス法務リスク　理論と実践から学ぶ複合リスク・ソリューション』（編著）2014,白桃書房
- 『知的財産と技術経営』（永田晃也, 隅蔵康一編集）2005,丸善株式会社

### 訳書
- 『アーリーステージ知財の価値評価と価格設定』（菊池純一・石井康之 監訳） 2004,中央経済社
- 『知的財産と無形資産の価値評価』(菊池純一監訳) 1996,中央経済社

## 論文
- 知財の論理矛盾を紐解く方法 -- 価値観の垣根を越えるアプローチからの考察 -- 2012/09
- メガ・システム論－法は、如何に、「メガ・システムの課題」に答えるべきか－ （共同） 2012/09
- 「健全な知財への挑戦―知財アウトカム・ストラクチャリングで事業に勝てるのか―」 2011/10
- 「1946年エドワーズ報告書とカイム氏試案における知財の法益 ～なぜゆえに、日本の独禁法に『特許』という用語が挿入され残ったのか～」『青山法学論集』(青山学院大学法学会) 51(1-2) 2009/12
- 「経営に役立つ特許戦略―なぜ、与益主義のシステムを提案するのか―」2009/11
- 「知財クリニックの運営と人材教育」2009/05
- 「研究成果のアウトカム評価―その事例と考え方―」2007/09
- 「営業秘密の論理」（共同） 2007/01
- 「知財ファイナンスと知財会計」2004/08
- 「知財のアウトカム・マネジメント」2004/07
- 「経営資源としての知的財産権の経済価値評価」2002/03
- 「知的財産の経済的評価」1998/10
- 「知的財産の評価システムに関する考察」1995/10